# Platteville (thị trấn), Wisconsin
Platteville là một thị trấn thuộc quận Grant, tiểu bang Wisconsin, Hoa Kỳ. Năm 2010, dân số của thị trấn này là 1.471 người.